# Jonn O. Nilson

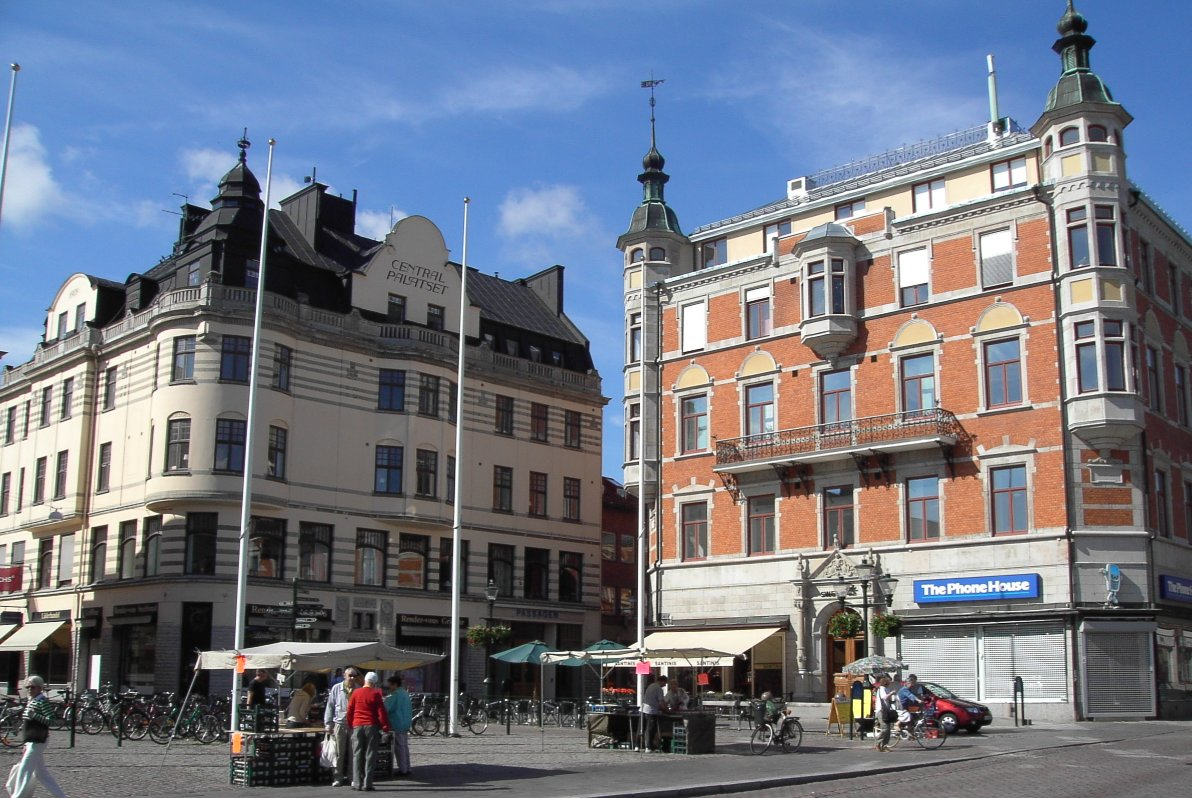
Jonn O. Nilson palats till höger, Stora torget i Linköping.

Johan Olof Nilson  född 29 januari 1855 i Mörkö socken, Södermanlands län, död 23 december 1938 i Linköping, Östergötlands län
, var en svensk affärsman och entreprenör. 

## Biografi
Nilson föddes i Karlskrona (Mörkö socken, Södermanland enligt SDB) i januari 1855 och kom till Linköping i september 1874 och fick sin första anställning i A.M. Johanssons affär vid Stora torget. 
Senare startade han med sin yngre bror Ludvig en egen affärsrörelse som kom att utvecklas till en industri med början i Linköpings Linnefabrik 1887, följt av Linköping Skjortfabrik och Korsettfabriken Idun. 

### Företagsperson
Nilson grundade flera företag i Linköping med omnejd, såsom Tekniska verken, vilket ledde till att Linköping fick elektricitet, och Hackefors porslinsfabrik. Han var direktör för järnvägsbolaget, som åren 1900-1902 byggde Östra Centralbanan mellan Linköping och Vimmerby. Den färdiga tågförbindelsen invigdes av kung Oscar II i juni 1902. Jonn O bodde då i Åhagen i Landeryds församling, som sommarresidens förvärvade han också Odensfors gård, en strategisk placering nära de nya kraftverken Odensfors och Svartåfors. Han lär vid något tillfälle sagt: "Nu regnar det och för varje regndroppe får jag betalt två gånger". Det var dock ibland en del problem med el-leveranserna och med allt fler abonnenter blev varje driftstörning mer kännbar. Omkring 1919 bestämdes att kommunen skulle ta över kraftstationerna och ansvaret för el-leveranserna.  
Nilson köpte 1923 Hjulsbro Tråddrageri- och Spikfabrik i Hjulsbro, som efter 1938 drevs vidare av hans dotter Ingeborg och svärsonen Sigge Rahmqvist fram till 1963, då fabriken togs över av Halmstad stål och senare av Ovako Steel.

### Privatperson
Nilson köpte kvarteret vid Stora torget där affären låg, utlyste en arkitekttävling och lät bygga en stor byggnad som var klar i juni 1894, vilket firades med en stor taklagsfest. Huset kallas än idag "Jonn O. Nilsons palats" och hans familj disponerade ett våningsplan medan resten av byggnaden hyrdes ut till boende och affärer i gatuplanet. Nilson var även först med att ha bil i Linköping och tack vare honom har Linköping varje vinter en stor gran med belysning på Stora torget. Han ville ha en julgran som han kunde se ifrån sitt hus; han bidrog också till att Folkungabrunnen av Carl Milles kunde färdigställas på torget. 
Jonn O Nilson gifte sig 1886 med Agnes Düring (1863-1919) och ligger begravd i ett mausoleum på den norra kyrkogården vid Malmslättsvägen i Linköping, tillsammans med sin hustru och deras yngsta dotter Gurli-Margit.
En minnessten vid John O Nilsons plan i Hackefors förtäljer: Jonn O Nilson – Ledare och skapare av goda företag till allmänt gagn.

## Verksamheter
- Östra Centralbanan 1899
- Linköpings Elverk 1902
- Nykvarn kraftstation 1903
- Odensfors kraftstation 1914
- Svartåfors kraftstation 1918
- Linköpings Linnefabrik 1887
- Nordstjernans knäckebröd 1906
- Hjulsbro Tråddrageri 1923
- Hackefors porslin 1929
- Hackefors kraftstation 1935